# Tatuajul (Star Trek: Voyager)
„Tatuajul” (titlu original: „Tattoo”) este al 9-lea episod din al doilea sezon al serialului TV american SF Star Trek: Voyager. A avut premiera la 6 noiembrie 1995 pe canalul UPN.

## Prezentare
Chakotay întâlnește niște extratereștri care poartă pe frunte același tatuaj ca și el.

## Rezumat
Conducând o echipă de cercetare pe o lună nelocuită, Chakotay (Robert Beltran) dă peste un simbol familiar desenat pe pământ. Într-un flashback își amintește că a văzut un simbol similar desenat de tribul său nativ american pe Pământ când era doar un băiat (Douglas Spania). Tuvok (Tim Russ) încearcă să-l întrebe despre asta, dar el este reticent să discute cu el. Totuși, el îi spune căpitanului Janeway (Kate Mulgrew) despre descoperirea sa, iar cei doi găsesc o urmă de motor warp care duce departe de la lună pe o planetă. Ei decid să investigheze, atât pentru a urmări misterul simbolului, dar și pentru că planeta conține minerale utile.
Eforturile de a ajunge pe planetă sunt inexplicabil împiedicate. Furtunile izolate se formează instantaneu atunci când echipajul încearcă să se retragă prin teleportare, iar când iau o navetă, apar furtuni mai intense, îngreunând înaintarea. Când, în cele din urmă, au aterizat, Neelix (Ethan Phillips) este atacat de un șoim și trebuie teleportat înapoi pe navă. Chakotay are mai multe flashback-uri și își amintește de drumeții printr-o pădure tropicală de pe Pământ împreună cu tatăl său (Henry Darrow) în încercarea de a-și găsi tribul ancestral. În adolescență, el nu a fost receptiv la această experiență, spunându-i tatălui său că moștenirea lor nu este importantă și că ar trebui să îmbrățișeze secolul 24, mai degrabă decât să se concentreze asupra trecutului lor. Echipa de cercetare descoperă structuri similare cu cele pe care Chakotay și tatăl său le-au descoperit în călătoria lor.
Chakotay crede că sunt supravegheați de băștinași și ordonă echipei să depună armele, pentru a arăta că nu reprezintă o amenințare. Își amintește că tatăl său a făcut același lucru, după care oamenii arborelui de cauciuc pe care îi căuta tatăl său au ieșit din pădure. O furtună apare din senin, iar echipajul este obligat să se întoarcă pe Voyager. Chakotay își pierde insigna de comunicare și rămâne singur la suprafața planetei. Se îmbracă cu niște haine native pe care le găsește pe pământ și pleacă în căutarea locuitorilor planetei. Între timp, căpitanul Janeway decide să aterizeze Voyager pentru a-și căuta comandantul dispărut. Ca și în cazul navetei, începe o furtună pe măsură ce se inițiază secvența de aterizare. Furtuna crește rapid până la puterea unui ciclon, punând Voyager pe un curs incontrolabil.
Pe planetă, Chakotay ajunge într-o peșteră unde întâlnește populația locală. Aceștia au același tatuaj ca Chakotay, care explică că îl poartă în onoarea tatălui său, așa cum a făcut-o și tatăl său înaintea lui. Localnicii descriu cum au dat un cadou strămoșilor lui Chakotay pentru a proteja și îngriji planeta Pământ, dar au crezut că au fost eradicați de alți oameni. Astfel, „spiritele cerului” credeau că adevăratele intenții ale lui Voyager erau să-i caute și să-i distrugă și erau responsabile pentru diferitele furtuni întâlnite. Chakotay îi convinge că oamenii au învățat din greșelile lor și au venit cu adevărat în pace. Ei opresc furtuna din jurul lui Voyager cu doar câteva secunde înainte ca nava să se fi prăbușit pe planetă. Pentru prima dată în viața sa, Chakotay simte o legătură cu poporul său.
Într-o sub-intrigă minoră, Doctorul (Robert Picardo) vrea să demonstreze echipajului că bolile ușoare nu trebuie să inhibe munca. El programează o gripă simulată pentru el însuși, ca un exemplu pentru restul echipajului. Cu toate acestea, Kes (Jennifer Lien) programează să dureze mai mult decât se așteaptă Doctorul, pentru a-i demonstra că oamenii bolnavi merită simpatie și se transformă într-un pacient teribil, implorând ca restul echipajului să aibă grijă de el.

## Actori ocazionali
- Henry Darrow - Kolopak
- Richard Fancy - Alien
- Douglas Spain - tânărul Chakotay
- Nancy Hower - slt. Samantha Wildman
- Richard Chaves - Chief
- Kaiyoti - Native Scout
- Joseph Palmas - Antonio